# ناحیه جکسون، شهرستان افینگهام، ایلینوی
ناحیه جکسون، شهرستان افینگهام، ایلینوی (به انگلیسی: Jackson Township) یک منطقهٔ مسکونی در ایالات متحده آمریکا است که در شهرستان افینگهام، ایلینوی واقع شده‌است. ناحیه جکسون ۱٬۲۱۵ نفر جمعیت دارد و ۱۵۲ متر بالاتر از سطح دریا واقع شده‌است.